# منتخب الجزائر للرغبي
منتخب الجزائر للرغبي ، هو منتخب جزائري في رياضة الرغبي، عضو في ريجبي أفريكا، الاتحاد الأفريقي للرجبي (سابقاً)، معظم اللاعبين الأساسيين يلعبون في بطولة فرنسا للرغبي، المنتخب حديث النشأة وهو ليس بعد عضو في اتحاد الرغبي، ولكنه عضو مشارك فيها، هذا تم تشكيل الاتحادية الجزائرية للرغبي والبطولة المحلية التي أنطلقت رسميا سنة 2017، دخل المنتخب في المنافسات الرسمية في تصفيات كأس العالم 2015 التي أقيمت بإنجلترا.

## تاريخ
يستعد الاتحادية الجزائرية للرغبي لإعادة إطلاق البطولة الوطنية بصيغة جديدة العام 2017، حيث جاء الإعلان بعد عام من تأسيس الاتحاد، أن ريجبي أفريكا قبل عضوية الجزائر، وهو ما يتيح لها المشاركة في بطولة أمم أفريقيا العام المقبل، ومن ثم التطلع إلى الحضور في نهائيات كأس العالم وأيضا الألعاب الأولمبية، علما أن بعض الاتحادات عارضت أنضمام الجزائر للاتحاد الأفريقي للرغبي، لأنها تخشى منافسة منتخبها القوي الذي يضم لاعبين محترفين ينشطون في أوروبا، الاتحاد الجزائري قرر إطلاق أول مسابقة دوري مطلع 2017 بعدما تم الانتهاء من كل الترتيبات التنظيمية، لافتا أن النسخة الأولى للدوري ستضم أندية من مختلف مناطق البلاد، على أن تقتصر على الرغبي بـ 7 لاعبين، وكان المنتخب الوطني للرغبي قد واجه نظيره المنتخب التونسي للرغبي وديا في مباراة تاريخية بوهران بداية العام الجاري، و التي أنتهت بفوز الخضر بنتيجة (16-6)، وهو مثّل الانطلاقة الفعلية للرغبي الجزائري بعد ميلاد الاتحادية الوطنية للعبة شهر نوفمبر الفارط، المنتخب الوطني سيعتمد خلال السنوات المقبلة على اللاعبين المكونين بأوربا، لكن الهدف المنشود هو بناء القاعدة وأستهداف التكوين من خلال إنجاز مراكز خاصة ونشر ثقافة الرغبي في أوساط الرياضة المدرسية.

## نظام دوري الجزائري
تنقسم إلى فرعين : دوري الرغبي، واتحاد الرغبي، في ما يخص اتحاد الرغبي، يتألف كل فريق من 15 لاعبا، وتمتد المباراة لـ80 دقيقة مقسمة على شوطين مدة كل منهما 40 د، يفوز فيها الفريق الذي يسجل أكبر عدد من النقاط، وهو النظام المعمول به في هذه البطولة، أنّ رياضة الرغبي، عكس ما يعتقد الجميع تختلف عن كرة القدم الأمريكية، مبينا أنّها مزيجا ما بين الفرنسي والإنجليزي كما يختلفان في قواعد اللعبة وشكل الكرة بشكلها البيضوي المحدب الذي يجمع بين الرجل واليد، فيما تشترك مع كرة القدم في كونها تمارس داخل المستطيل الأخضر على مساحة 70 متر عرض و100 متر طول، إلا أنها مقسمة إلى عدّة خطوط، كما تتميّز عن غيرها من الرياضات الجماعية الأخرى بأخلاقها وأهدافها التربوية، حيث في حالة تسجيل الحكم الرئيسي أي خطأ أو إشكال يتناقش فقط مع قائد الفريق دون أن يوجه هذا الأخير انتقادات، بحسب قوانين وأساليب رياضة الرغبي.

## الإنجازات
- دورة شمال أفريقيا للأمم
  - البطل : مصر 2010
- الكاس البرونزية و تاهلة للمستوى الثاني. 2017

(African Bronze Cup 2017)

## رعاة
- سوسيتيه جنرال.[2]

## وصلات خارجية
- سباعيات دبي
- كأس العالم للرغبي
- الاتحاد الدولي لرغبي
- الاتحاد الأفريقي للرغبي
- لعبة الريغبي في الجزائر قريباً
- أول بطولة وطنية للرغبي ستنطلق العام القادم
- استدعاء 50 لاعبا استعدادا للكأس الإفريقية البرونزية للأمم